# Pina Bausch
Philippina "Pina" Bausch (født 27. juli 1940, død 30. juni 2009) var en tysk moderne danser, eksperimentel koreograf, moderne danselærer og balletdirektør. Hun udviklede i løbet af sit liv en helt unik og meget genkendelig moderne dansestil, hvor hun kombinerede utraditionelle kropslige bevægelsesmønstre, lyde og scene- samt lysopstilling. Pina Bausch samarbejdede ofte med andre performere og kunstneriske moderne dansere, hvorved hun var i stand til at skabe en række værker, hvor hun med især dansestilarten Tanztheater blev en ledende figur på den moderne dansescene i 1970'erne. 

## Opvækst og karriere
Pina Bausch blev født i Solingen nær Düsseldorf som det tredje og yngste barn af August og Anita Bausch, der ejede en restauant med gæsterum. Hun havde derfor ikke umiddelbart nogen særlig tilknytning til den moderne danseverden. Men i en ung alder begyndte hun at vise interesse for dans og begyndte derfor selv at danse. I 1955, kun 14 år gammel, blev hun en del af Folkwangschule i Essen, som blev ledet af en af Tysklands mest indflydelsesrige koreografer inden for tysk ekspressionistisk dans, Kurt Jooss. Pina Bausch bestod sin eksamen i 1959 og forlod dernæst Tyskland med et stipendium til New York, hvor hun studerede på Juilliard School i 1960. Inden for ganske kort tid kom Pina Bausch til at danse og performe med Tudor på The Metropolitan Operas balletkompani og med Paul Taylor på New American Ballet. I løbet af 1960'erne blev Pina Bausch endvidere opfordret til at introducere et nyt værk kaldet Tablet in Spoleto i Italien. I New York performede Pina også med Paul Sanasardo and Donya Feuer Dance Company, hvor hun medvirkede i to store værker. 
I 1962 vendte Bausch så tilbage til Jooss' nye Folkwang Ballet Company som solodanser og assistent for Jooss ved mange af hans værker. Men i 1968 opstod endelig muligheden for, at hun selv kunne blive koreograf for stykket Fragment, hvor hun valgte at anvende musik kombineret af Béla Bartók. Dette blev et vendepunkt for Pina Bausch, hvorefter hun i 1969 blev ansat hos Jooss som kreativ og kunstnerisk direktør. 
I 1972 blev Bausch ansat som kunstnerisk direktør af balletten ved Operahuset Wuppertal, som siden blev omdøbt til Tanztheather Wuppertal Pina Bausch. Dansekompagniet har et stor repertoire af de originale stykker skabt af Pina Bausch, og turnerer jævnligt med at genopsætte hendes stykker i hele verden. Et af hendes mest kendte værker er Café Müller (1978), et meget melankolsk stykke hvor danserne stavrer omkring på scenen og kastes ind i borde og stole, samt stykket Rite of Spring (1975) som kun kan opsættes hvis hele scenen dækkes af et tykt lag jord. 
I 1983 spillede hun rollen som La Principessa Lherimia i Federico Fellinis film Og skibet sejler. 
Tanztheater Wuppertal Pina Bausch debuterede i Amerika i Los Angeles i 1984 ved Oplympic Arts Festival. 
I 2009 påbegyndte Pina Bausch et samarbejde med filmdirektøren Wim Wenders om skabelsen af dokumentarfilmen PINA, som havde premiere ved Berlinalen i 2011 (efter hendes død). Filmen er dedikeret til Pina Bausch og hendes kunstneriske virke på den moderne dansescene. 
Pina Bausch var gift med den tyskfødte Rolf Borzik, en kostumedesigner som døde af leukæmi i 1980. Senere samme år møder Pina Bausch dog Ronald Kay, og i 1981 får de sønnen Ralf-Salomon. 
Selv døde Pina Bausch i 2009 i Wuppertal, Nordrhein-Westfalen, Tyskland, i en alder af 68 af udiagnosticeret lungekræft efter mange års rygning.

## Temaer og konstruktion i stykkerne
Mand-kvinde-relation og interaktion er typisk tema for Pinas mange værker. Hendes værker er ofte konstrueret, således at de består af små dele af henholdsvis dans og bevægelse samt tale og lyd, ofte ganske surrealt og uvirkeligt. 

## Priser
Pina Bausch har modtaget et utal af priser for sine værker, bl.a. Laurence Olivier Award og Kyoto Prize. I Frankfurt am Main blev hun ligeledes tildelt den meget prestigefyldte pris Goethe-prisen. Hun blev endvidere tildelt Foreign Honorary Member of the American Academy of Arts and Sciences i 2009.